# Apropiacionisme

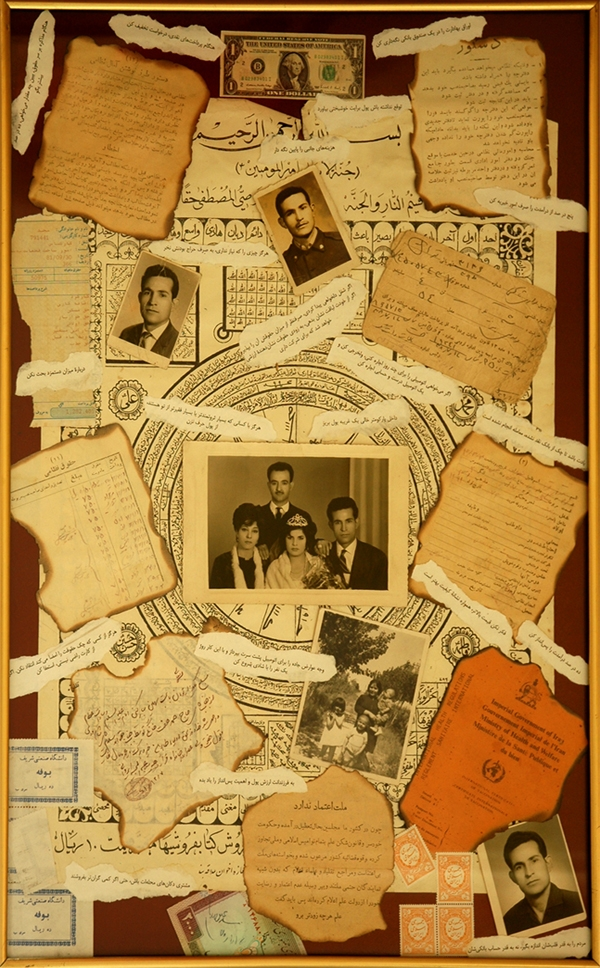
Composition with mixed media - Majid Farahani

L'apropiacionisme és un moviment artístic que segueix el procediment de l'apropiació. En les arts visuals, el terme apropiació es refereix sovint a l'ús d'elements manllevats per a la creació d'una nova obra, sigui pintura, escultura o fins i tot poesia.
Aquests elements manllevats poden ser imatges, formes o estils de la història de l'art o de la cultura popular, o bé materials o tècniques obtingudes d'un context no artístic. Des dels anys 80 el terme també s'ha referit més específicament al fet de citar l'obra d'un altre artista per crear una nova obra. L'obra pot alterar o no l'obra l'original.

## Història

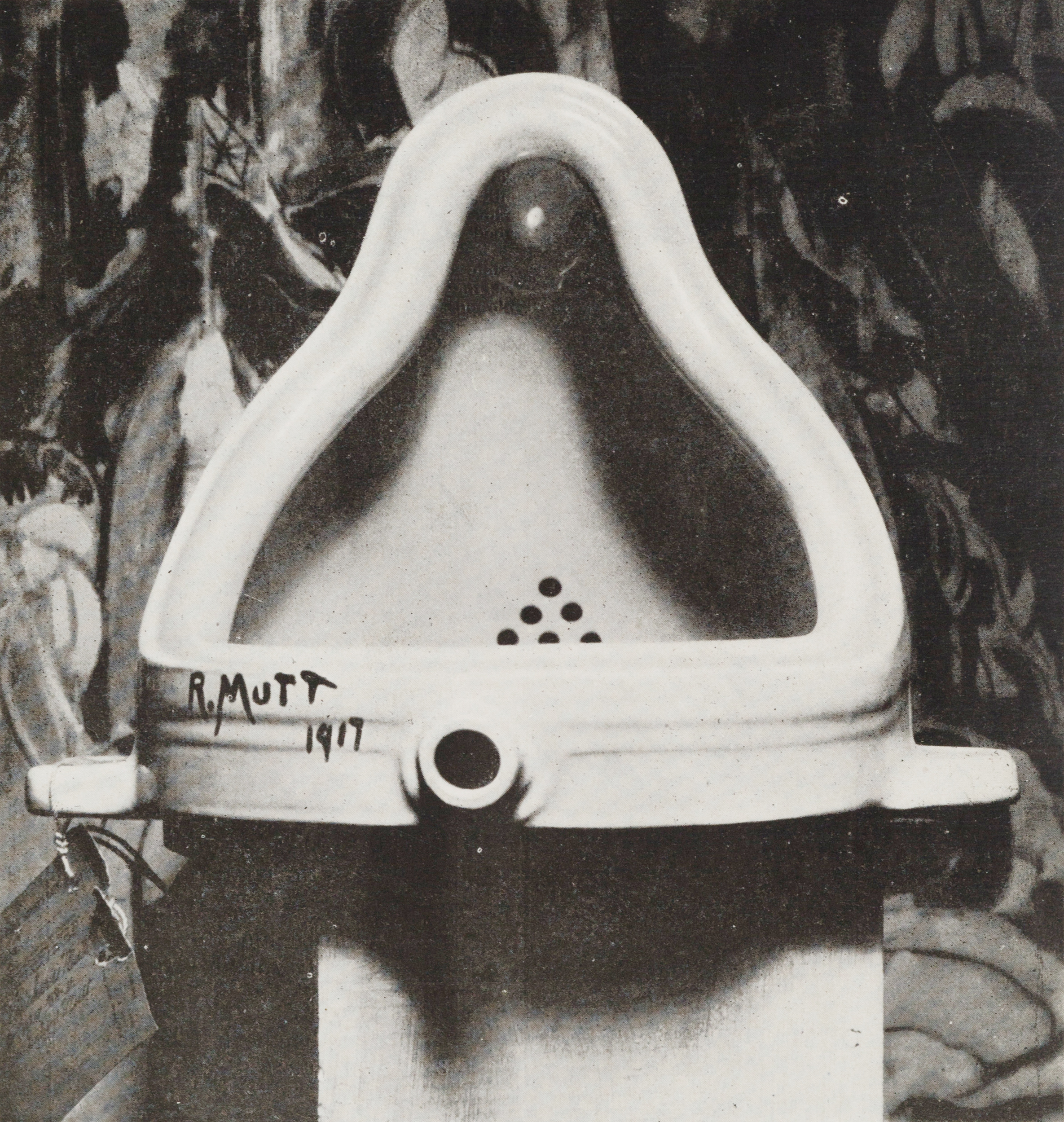
Font (urinari) de Marcel Duchamp (1917).

Obra de Robert Rauschenberg.

L'apropiació, d'una manera o altra, sempre ha format part de la història de la humanitat. La història de l'art té una llarga tradició dels préstecs i l'ús d'estils i formes ja existents anteriorment. Els estudiants d'art sempre han après d'artistes establerts i han progressat mitjançant la còpia. L'art i la cultura visual van començar amb l'apropiació, agafant imatges, sons i conceptes del món i interpretant-los d'una manera artística.
L'apropiacionisme pot ser vist com la forma en què els éssers humans progressen i aprenen.
Leonardo da Vinci va fer servir l'apropiacionisme, fent servir diverses fons dins dels camps de la biologia, les matemàtiques, l'enginyeria i l'art per sintetitzar-les totes en les invencions i obres d'art. Charles Darwin va examinar, recontextualitzar i difondre gravats científics i biològics ja existents per demostrar la seva teoria de l'evolució.
A principis del segle xx Pablo Picasso i Georges Braque van incorporar objectes no artistics dins de les seves obres. El 1912, Picasso va enganxar un tros d'hule sobre una tela. Obres posteriors com Guitarra, diari, vidre i ampolla de 1913 estan fetes amb retalls de diaris, que van creant formes convertint-se en els preliminars del cubisme sintètic. Tots dos artistes van incorporar aspectes del món real a les seves obres, donant lloc a la discussió entre la significació i la representació artística.
Cinc anys més tard, el 1917, Marcel Duchamp va introduir la idea del readymade, posant un urinari a sobre una peanya, amb la firma "R. Mutt". L'urinari no era ni original ni únic, Duchamp defensava el seu procés creatiu en el fet de seleccionar l'urinari com a obra d'art i mostrar-lo en un context artístic. Fins i tot va arribar a fer servir una còpia de la Mona Lisa en la seva obra L.H.O.O.Q.
El moviment Dada, (Duchamp era un dels membres) va continuar amb l'apropiació d'objectes quotidians, però sense intentar elevar l'estatus d'objectes quotidians a objectes artístics. Es basava més en un tipus d'art on l'atzar i l'aleatorietat constituïen la base del procés creatiu. Artistes com Hugo Ball, Emmy Hennings, Jean Arp, Hans Richter, Richard Huelsenbeck, André Breton, Tristan Tzara i Francis Picabia van formar part del moviment dadà, donant suport a la irracionalitat i rebutjant deliberadament de les normes de l'art vigents fins al moment.
Els surrealistes, també van incorporar l'ús d'objectes trobats, un exemple és l'obra de Meret Oppenheim Object (Luncheon in Fur)(1936). Els objectes prenien un nou significat quan es combinaven amb altres objectes inversemblants.
El 1938 Joseph Cornell va produir el que podria considerar-se el primer treball d'apropiació del cinema. Va tallar i reconstrui aleatòriament la pel·lícula Rose Hobart. Aquest treball inspiraria posteriorment a diversos videoartistes.
En la dècada de 1950 Robert Rauschenberg va utilitzar el que va denominar combines (combinacions), literalment, la combinació d'objectes readymade, com ara pneumàtics, llits, pintura, serigrafies, collages i fotografies. De la mateixa manera, Jasper Johns, treballant al mateix temps que Rauschenberg, va incorporar objectes trobats en el seu treball. Johns també va consignar les imatges simbòliques, com la bandera dels Estats Units.
El moviment Fluxus també va fer servir l'apropiacionisme: els seus membres barrejaven diferents disciplines artístiques, incloses les arts visuals, música i literatura. Al llarg dels anys 1960 i 1970 van organitzar accions, petits esdeveniments artístics, i van produir escultures amb materials no convencionals. El grup fins i tot es va apropiar del sistema postal en el desenvolupament del mail art, o art postal. Les seves actuacions intentaven elevar la banalitat, apropiant-la com a element artístic i separant-la de l'alta cultura.
Juntament amb artistes com Roy Lichtenstein i Claes Oldenburg, Andy Warhol es va apropiar d'imatges d'art comercial i de la cultura popular, així com de les tècniques d'aquestes indústries. Sovint anomenats artistes pop, van veure la cultura popular de masses com la cultura vernacla principal, compartida per tots, independentment de l'educació de les persones. Aquests artistes van captar el concepte d'efímer produït a partir de la cultura produïda en massa.
El 1958 Bruce Conner produeix l'influent A movie una pel·lícula en què es recombinen diferents clips d'altres pel·lícules per produir un nou treball on s'analitza la propensió de la humanitat cap a la violència. Al mateix temps, Raphael Montañez Ortiz va participar en el Destructionisme moviment en què els objectes i les pel·lícules es tallaven, desmuntaven, cremaven i destruïen parcialment per donar lloc a noves obres d'art. El 1958 Ortiz va produir "Cowboy and Indian Film", una pel·lícula basada íntegrament en l'apropiacionisme.
A finals de 1970 Dara Birnbaum va treballar amb l'apropiacionisme per a produir obres d'art feminista. Entre 1978 i 1979 va produir una de les primeres apropiacions en vídeo. Technology, Transformation: Wonder Woman, agafa escenes de les sèries de televisió Wonder Woman per a produir un nou treball.
El terme apropiacionisme es va fer servir durant els anys 80 per artistes com Sherrie Levine, qui es va dirigir a l'acte d'apropiar-se com el tema central del seu treball artístic. Levine cita sovint obres senceres en els seus treballs, per exemple, fotografiant les imatges de Walker Evans. Levine va desafiar les idees d'originalitat, cridant l'atenció a les relacions entre el poder, el gènere la creativitat, el consumisme i el valor dels productes bàsics, les fonts i usos els socials de l'art. Levine juga amb el concepte de "gairebé igual".
Durant els anys 1970 i 1980 Richard Prince va tornar a fotografiar anuncis, com el dels cigarrets Marlboro, o obres de fotoperiodisme. Prince volia parlar de temes relacionats amb el materialisme i la idea de l'espectacle referenciada a la pròpia experiència.
Els apropiacionistes comenten sobre tots els aspectes de la cultura i la societat del segle xx. Joseph Kosuth es va apropiar d'imatges per analitzar temes de filosofia i epistemologia. D'altres artistes com Jeff Koons, Barbara Kruger, Greg Colson i Malcolm Morley també van tractar el tema de l'apropiacionisme en els seus treballs.
En la dècada de 1990 els artistes van continuar fent servir l'apropiacionisme, utilitzant-lo com a mitjà per fer front a les teories i les qüestions socials, en lloc de centrar-se en les mateixes obres. Damian Loeb utilitza el cinema per analitzar la diferència entre simulacre i realitat. Altres artistes dels 90 com Christian Marclay, Deborah Kass i Damien Hirst també van fer servir aquesta tècnica
Actualment hi ha artistes que incorporen i fan servir objectes tant artístics com no artístics. Per exemple, Cory Arcangel incorpora aspectes nostàlgics de la cultura de masses a través de la re-elaboració de videojocss i programes d'ordinador antics. Altres artistes contemporanis com els Chapman brothers, Benjamin Edwards, Joy Garnett, Nikki S. Lee, Paul Pfeiffer o Pierre Huyghe continuen investigant els límits de l'apropiacionisme.

## Apropiacionisme i drets d'autor

les llaunes de sopa Campbell's d'Andy Warhol.

Aquesta pràctica artística sovint ha generat problemes o discussions pel que fa a la gestió del copyright. Als Estats Units és el país on s'han generat més denúncies i judicis al respecte. La jurisprudència està començant a investigar la divisió entre les obres de transformació i les obres derivades. Molts països estan seguint l'exemple dels EUA, cap a uns drets d'autor més restrictius.
Ja en els anys 50 i 60 Andy Warhol es va enfrontar a una sèrie de demandes judicials per les fototografies que feia servir a les seves serigrafies. Patricia Caulfield, fotògrafa, havia fet unes fotos a unes flors per a una revista, i el 1964 Warhol va folrar les parets de la galeria d'art de Leo Castelli a Nova York amb reproduccions serigrafiades de la fotografia de Caulfield. Després de veure un cartell del seu treball en una llibreria, Caulfield va reclamar la propietat de la imatge. Warhol va aconseguir arribar a un acord fora dels jutjats, donant a Caulfield un cànon per a l'ús futur de la imatge, així com dues les pintures.
D'altra banda, el famós quadre Llaunes de sopa Campbell's de Warhol no es considera normalment una infracció dels drets d'autor, tot i veure's clarament la llauna, perquè obres d'art i llaunes de sopa no són competència directa, segons l'advocat expert en marques Jeroni Gilson.
Jeff Koons també s'ha enfrontat a qüestions de dret d'autor a causa del seu treball. El fotògraf Art Rogers va presentar una demanda en contra de Koons per infracció de drets d'autor el 1989. L'obra de Koons, Cadena de cadells era una reproducció en tres dimensions d'una fotografia en blanc i negre de Rogers que Koons havia vist en una targeta de felicitació comprada en un aeroport. L'artista va al·legar fair use i paròdia en la seva defensa, però Koons va perdre el cas.
A l'octubre de 2006 Koons va guanyar un altre judici fent servir l'argument del Fair use. Per una comissió formada per set experts en pintura del Deutsche Guggenheim de Berlín, Koons es va basar en part d'una fotografia feta per Andrea Blanch anomenada Silk Sandals by Gucci i publicada l'agost de 2000 en la revista Allure. Koons va prendre la imatge de les cames i sandàlies de diamants de la foto (ometent altres detalls de fons) i la va utilitzar en la seva pintura Niagara, que també inclou altres tres parells de cames de dona penjant sobre un paisatge surrealista. En la seva presentació davant la cort, l'advocat de Koons, John Koegel, va dir que Niagara era una obra d'art completament nova. El jutge va trobar que l'obra Niagara feia un "ús transformador" de la fotografia de Blanch, i per això no substituïa o duplicava l'objectiu de l'original, va escriure el jutge, "però l'utilitza com a matèria primera en una nova manera de crear nova informació, noves estètiques i noves idees.
L'any 2000, l'escultura Himne de Damien Hirst, que Charles Saatchi havia comprat en un contracte de £ 1m) es va exhibir a l'exposició Ant Noises de la Saatchi Gallery. Hirst va ser demandat per violació de drets d'autor sobre aquesta escultura. Hirst havia ampliat a 20 peus d'alçària i sis tones de pes un joc d'anatomia fet per una empresa de joguines, que el va denunciar. Hirst va pagar una suma no revelada a dues organitzacions benèfiques, Children Nationwide i Toy Trust en un acord fora dels jutjats.

## Apropiacionistes
Alguns artistes apropiacionistes són Sherrie Levine o Walker Evans, però hi ha una llarga llista d'artistes apropiacionistes:
| - Vikky Alexander - System D-128 - Ghada Amer - J. Tobias Anderson - Cory Arcangel - Martin Arnold - Craig Baldwin - Banksy - Luke Sullivan - Gordon Bennett - Mike Bidlo - Pierre Bismuth - Georges Braque - Glenn Brown - Reginald Case - Jake and Dinos Chapman - Greg Colson - Felipe Jesus Consalvos - Joseph Cornell - Brian Dettmer | - Mark Divo - Eric Doeringer - Marcel Duchamp - Benjamin Edwards - Max Ernst - Jodi - Shepard Fairey - Hans-Peter Feldman - Joy Garnett - Kenneth Goldsmith - Leon Golub - Douglas Gordon - Hans Haacke - Marcus Harvey - Damien Hirst - Pierre Huyghe - Jasper Johns - Deborah Kass - Ai Kijima - Karen Kilimnik | - Jeff Koons - Joseph Kosuth - Barbara Kruger - Michael Landy - Matthieu Laurette - Louise Lawler - Lennie Lee - Nikki S. Lee - Sherrie Levine - Roy Lichtenstein - Damian Loeb - Robert Longo - Norm Magnusson - Miltos Manetas - Christian Marclay - John McHale - Aleksandra Mir - Joan Miró - Yasumasa Morimura - Malcolm Morley | - Vik Muniz - Claes Oldenburg - Meret Oppenheim - People Like Us - Tom Phillips - Pablo Picasso - Bern Porter - Rick Prelinger - Richard Prince - Robert Rauschenberg - Graham Rawle - Gerhard Richter - Thomas Ruff - Rob Scholte - David Salle - Peter Saville - Kurt Schwitters - Cindy Sherman - Cornelia Sollfrank - Nancy Spero | - John Stezaker - Elaine Sturtevant - Philip Taaffe - Tyler Turkle - Kelley Walker - Andy Warhol - Vivienne Westwood |